# Гринев-Гриневич, Сергей Викторович
Серге́й Ви́кторович Гринев-Грине́вич (род. 12 мая 1946, Рига, СССР) — советский и российский лингвист, специалист в области терминоведения, доктор филологических наук, профессор.

## Биография
В 1971 году окончил романо-германское отделение Филологического факультета МГУ им. М. В. Ломоносова.
Защитил диссертацию на соискание ученой степени кандидата филологических наук, тема: «Сопоставление английской и русской строительной терминологии». В 1990 году в МГУ им. М. В. Ломоносова защитил диссертацию на соискание ученой степени доктора филологических наук, тема: «Лексикографическое описание терминосистем» по специальности 10.02.04 - Германские языки, официальными оппонентами на защите выступили профессора А. С. Герд, П. Н. Денисов, С. Н. Кузнецов .
В настоящее время является профессором кафедры англистики и межкультурной коммуникации Института иностранных языков Московского городского педагогического университета, а также преподает в Белостокском государственном университете (Польша).
В качестве приглашенного профессора читает лекции в высших учебных заведениях Германии, Чехии, Польши, Украины и Белоруссии.

## Научная деятельность
Профессор С. В. Гринев-Гриневич является автором более 350 научных и учебно-методических работ (в том числе 11 монографий, статей в ведущий рецензируемых научных журналах, учебников и учебных пособий) по терминоведению и терминографии, лексикологии, семиотике, антрополингвистике. Индекс Хирша — 17. Входит в список наиболее цитируемых российских лингвистов. Выступает организатором и участником международных научных конференций по терминоведению в России и европейских странах.
Разработал теоретический базис терминографии (терминологической лексикографии), типологического терминоведения (с С. Г. Казариной) и антрополингвистики (Э. А. Сорокиной и Т. Г. Скопюк).
Под руководством ученого защищено более 25 диссертаций на соискание ученой степени кандидата и доктора филологических наук.

## Работа в редакционных советах научных изданий в России и за рубежом
- Консультант журнала «International Journal of Russian Studies».
- Рецензент журнала «Przegląd Wschodnioeuropejski» (Восточноевропейское обозрение).
- Член Польской Ассоциации Неофилологии PTN (Polskie Towarzystwo Neofilologii).
- Член Польского технического комитета 256 «Терминология».
- Член редколлегии Международного журнала АН Литвы «Terminologija».
- Член редколлегии серии «Лингвистика» Вестника МГОУ.
- Член редколлегии журнала «Терминологический вестник» ИЯ АН Украины.
- Член редколлегии журнала «Лингвистика и Образование».

## Награды
- Медаль «Ветеран труда»;
- Бронзовая медаль ВДНХ (1981);
- Диплом РоссТерма им. Д. С. Лотте (1994);
- Серебряная медаль Инфотерма им.О.Вюстера (2004)
- Внесен в Золотую книгу польской науки (2006);
- Звание «Заслуженный для университета в Белостоке» (2017).

## Членство в научных организациях
- действительный член МАИ;
- вице-президент Секции семиотики и информатики,
- член бюро Международного института терминологических исследований;
- вице-президент РоссТерма;
- член Польского неофилологического товарищества;
- член Комиссии по терминоведению при Международном комитете славистов (2013 - по наст.вр).